# Faucaria felina subsp. tuberculosa
Faucaria felina subsp. tuberculosa una subespecie de Faucaria felina, una planta suculenta perteneciente a la familia de las aizoáceas. Es originaria de Sudáfrica.

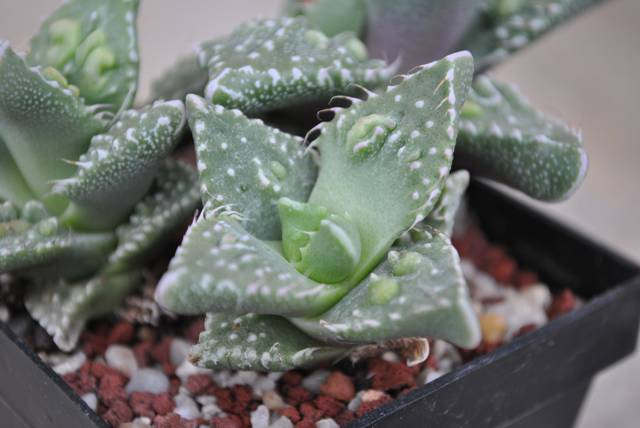
Detalle de la planta

## Descripción
Es una pequeña planta suculenta perennifolia que alcanza un tamaño de 7 cm de altura a una altitud de 520 - 980 metros en Sudáfrica.
Crece en forma de roseta sobre un corto tallo de raíces carnosas. Cada roseta está compuesta por entre 6 u 8 hojas decusadas y gruesas, casi semicilíndricas en la zona basal tendiendo a convertirse en aquilladas hacia la mitad, son de forma romboidal o entre espatulada y algo alargada a lanceolada, en los márgenes poseen unos aguijones cartilaginosos muy curvados hacia el interior y frecuentemente con aristas.

## Taxonomía
Faucaria felina subsp. tuberculosa fue descrito por(Rolfe) L.E.Groen y publicado en Bothalia 29: 42. 1999.
Sinonimia
- Mesembryanthemum tuberculosum Rolfe (1916) basónimo
- Faucaria tuberculosa (Rolfe) Schwantes[3]